# Comtat d'Arle
El comtat d'Arle era una divisió del regne franc i després de la Borgonya Cisjurana i s'estenia bàsicament a Provença (els reis dominaven el Lionès i el Viennois).
Els primers comtes carolingis no poden ser datats. A la part final del segle viii governava Marcel·lí i el va seguir Llop, comes Provincia amb seu a Arle. Liebulf de Provença fou comte d'Arle a una data incerta entre 820 i 828 i segurament duc de Provença des de 828; vers 835 s'esmenta un comte de nom Miló a Provença però no se sap si ho era a Arle. El comte Guerí (vers 841) fou també anomenat duc de Provença, i el 844 va rebre el comtat d'Autun; el va seguir a Arle el seu fill Isembard, i després un tal Girard (per uns Sant Girard que tenia molta influència a la regió de Provença, per altres Girard del Rosselló) al qui va desposseir el comte Bosó de Provença, després rei de la Borgonya Cisjurana (Bosó I); el va seguir el seu cosí el bosonida Teobald (fill d'un germà del pare de Bosó I) que portava també el títol de comte de Vienne. Va morir el 895 i el va succeir el seu fill Hug d'Arle (per part de mare Hug era net de Lotari II) que el 911 fou regent de Borgonya Cisjurana/Provença i va establir capital a Arle, i quan el 926 fou proclamat rei d'Itàlia va deixar el comtat al seu germà Bosó d'Arle. Cap al 931 potser va donar el comtat al suposat fill de Bosó, Rotbald o Ratbold (també podria ser un noble d'origen desconegut), i Bosó fou cridar a Itàlia i nomenat marquès de Toscana; el 936 Bosó fou deposat, i Rotbald o Ratbold assassinat. Aquí la successió és confusa. Armand de Fluvià fa comte al seu fill Ratbold l'Antic; altres situen a un Bosó (que podria ser un germà o un nebot de Rotbold). Armand de Fluvià diu que l'Antic va morir el 948 i el va succeir el seu fill Bosó II d'Arle que va governar fins a la seva mort vers el 968. Bosó II fou nomenat comte hereditari de Provença (el títol de comte d'Arle va desaparèixer, mentre el regne sota Conrad I era anomenat com Regne d'Arle), però es van nomenar dos comtes més: el seu germà Guillem I d'Avinyó que fou comte de Provença a Avinyó (el mateix Bosó fou comte de Provença a Arle) i un tercer compte, Griffó, comte de Provença a Apt. Griffó fou succeït pel seu fill Griffó II que fou eliminat abans del 967 per Bosó. Guillem d'Avinyó va morir sense hereus abans del 967 i Bosó va recollir la seva part. Bosó va morir el darrer vers 968 però llavors el comtat es va tornar a repartir entre el seu fill Ratbold I, comte a Avinyó, i l'altre fill Guillem I d'Arle l'Alliberador, comte a Arle. Vegeu comtat de Provença.

## Llista de comtes
- Marcel·lí, comte vers 780
- Llop vers 800-820/824
- Leibulf vers 820/828-841
- Guerí o Garí 841-853
- Isembard 853-858
- Girard d'Arle 858-870 (Sant Girard?)
- Bosó de Provença, comte d'Arle 870-879, de Bourges i Viena del Delfinat (871) rei de Borgonya Cisjurana 879-882
- Teobald d'Arle 879-895
- Tibert 895-905
- Hug d'Arle 905-926
- Bosó I d'Arle 926-931, marques de Toscana (931-936)
- Rotbald (Ratbold d'Arle) 931-936 (dubtós)
- Rotbald I (Ratbold I l'Antic) 936-949
- Bosó II d'Arle 949-968 (titulat comte de Provença)